# NGC 840
NGC 840 est une vaste galaxie spirale barrée située dans la constellation de la Baleine. NGC 840 a été découverte par l'astronome allemand Albert Marth en 1864.

## Caractéristiques
Sa vitesse par rapport au fond diffus cosmologique est de 7 004 ± 19 km/s, ce qui correspond à une distance de Hubble de 103,3 ± 7,2 Mpc (∼337 millions d'al).
À ce jour, 13 mesures non basées sur le décalage vers le rouge (redshift) donnent une distance de 89,438 ± 17,879 Mpc (∼292 millions d'al), ce qui est à l'intérieur des valeurs de la distance de Hubble. Notons cependant que c'est avec la valeur moyenne des mesures indépendantes, lorsqu'elles existent, que la base de données NASA/IPAC calcule le diamètre d'une galaxie et qu'en conséquence le diamètre de NGC 840 pourrait être d'environ 78,1 kpc (∼255 000 al) si on utilisait la distance de Hubble pour le calculer.
La classe de luminosité de NGC 840 est II et elle présente une large raie HI.
En raison d'une brillance de surface égale à 14,04 mag/am2, on peut qualifier NGC 840 de galaxie à faible brillance de surface (LSB en anglais pour low surface brightness). Les galaxies LSB sont des galaxies diffuses (D) avec une brillance de surface inférieure de moins d'une magnitude à celle du ciel nocturne ambiant.